# Tetragrama

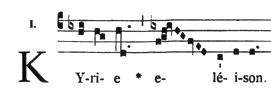
Figura 1. Tetragrama.

El tetragrama es una pauta musical formada por cuatro líneas paralelas horizontales, rectas y equidistantes sobre las que se escribían las notas y demás signos musicales en la notación cuadrada medieval.

## Historia
Antes de la aparición del tetragrama, la notación musical no era precisa ya que las únicas indicaciones de una pieza se anotaban en el propio texto y solamente indicaban si la melodía subía o bajaba. Este sistema impedía que se pudiera cantar la pieza correctamente sin tener una mínima idea previa acerca de cómo sonaba. 
No fue hasta el siglo XI cuando surgió el tetragrama, sistema que inventó un monje benedictino llamado Guido de Arezzo (Italia, 990 - 1050). A partir de El himno de las vísperas de la fiesta de San Juan Bautista organizó lo que sería más tarde la escala:
| Nota                       | Texto original en latín                                                                                | Traducción |
| -------------------------- | --- | --- |
| Ut - Do Re Mi Fa Sol La Si | Ut queant laxis Resonare fibris Mira gestorum Famuli tuorum Solve polluti Labii reatum Sancte Ioannes. | Para que puedan exaltar a pleno pulmón las maravillas estos siervos tuyos perdona la falta de nuestros labios impuros San Juan. |

Figura 2. Primera estrofa del himno Ut queant laxis en notación cuadrada sobre tetragrama.

Guido de Arezzo describió un sistema de cuatro líneas, una de ellas de color amarillo que sería ut (posteriormente se convirtió en do) y una roja indicando el fa, lo que daría origen más tarde a la notación de las claves.
La invención del tetragrama fue un acontecimiento muy importante para la historia de la música occidental ya que permitió anotar con mayor precisión la altura relativa de las notas de una melodía liberando la música de su dependencia, exclusiva hasta este momento, de la transmisión oral. Con el tiempo se añadió una línea más hasta configurar el pentagrama de cinco líneas, que es el que sirve como base de las partituras actuales.
Esta pauta musical de cuatro líneas se ha mantenido en uso hasta el día de hoy para el canto llano. Sin embargo, para otros tipos de música se han utilizado en distintos momentos una serie de pautas musicales con diferentes números de líneas y espacios para diversos instrumentos.

## Funcionamiento general
El tetragrama está formado por cuatro líneas y tres espacios entre ellas, sobre los cuales se escribían con plumas de punta cortada las notas en forma de pequeños cuadrados negros. El tetragrama se dibujaba en tinta roja. Por convención las líneas y espacios se cuentan de abajo hacia arriba. La posición de la nota sobre una de las líneas o uno de los espacios, indica la altura y el nombre del sonido a ejecutar. La música se escribe por medio de signos que se colocan en el tetragrama. 
Las claves utilizadas son de do (C) y fa (F) las cuales pueden estar en segunda, tercera o cuarta línea. 